# Flushing (Míchigan)
Flushing es una ciudad ubicada en el condado de Genesee en el estado estadounidense de Míchigan. En el Censo de 2010 tenía una población de 8389 habitantes y una densidad poblacional de 853,94 personas por km².

## Geografía
Flushing se encuentra ubicada en las coordenadas 43°3′46″N 83°50′34″O / 43.06278, -83.84278. Según la Oficina del Censo de los Estados Unidos, Flushing tiene una superficie total de 9.82 km², de la cual 9.38 km² corresponden a tierra firme y (4.48%) 0.44 km² es agua.

## Demografía
Según el censo de 2010, había 8389 personas residiendo en Flushing. La densidad de población era de 853,94 hab./km². De los 8389 habitantes, Flushing estaba compuesto por el 94.84% blancos, el 2.36% eran afroamericanos, el 0.37% eran amerindios, el 0.44% eran asiáticos, el 0.02% eran isleños del Pacífico, el 0.35% eran de otras razas y el 1.62% pertenecían a dos o más razas. Del total de la población el 2.16% eran hispanos o latinos de cualquier raza.